# 197 aC
El 197 aC va ser un any del calendari romà prejulià. Durant la República i l'Imperi Romà, era conegut com a any del consolat de Ceteg i Rufus (o, més rarament, any 557 ab urbe condita o de la fundació de la ciutat). L'ús del nom «197 aC» per referir-se a aquest any es remunta a l'alta edat mitjana, quan el sistema Anno Domini va ser el mètode de numeració dels anys més comú a Europa.

## Esdeveniments

### Antic Egipte
- Ptolemeu V Epífanes perd les possessions que Egipte encara conservava a l'Àsia Menor (la costa de Lícia i de Pamfília, Samos i algunes illes) que passen a mans dels selèucides. Algunes ciutats gregues (Esmirna i Làmpsac), es declaren lliures, acollint-se a la declaració romana que restaura la independència i llibertat de totes les ciutats gregues després de la batalla de Cinoscèfales.[2]

### Àsia Menor
- Inici del regnat d'Èumenes II de Pèrgam a la mort del seu pare Àtal I, que continua la política filo-romana del seu antecessor.[3]

### Antiga Grècia
- Tit Quinti Flaminí avança per la Ftiòtida i s'enfronta a Filip V de Macedònia en la batalla de Cinoscèfales, una de les batalles de la Segona Guerra Macedònica. Al principi semblava que la victòria era per a Filip V, però l'exèrcit romà reacciona i venç als macedonis. Segons Polibi, en la batalla moren 8.000 macedonis i 5.000 són fets presoners. Els romans només perden 700 homes.[4]

### Antiga Roma
- Aquest any són elegits cònsols Gai Corneli Ceteg i Quint Minuci Rufus.[5]
- Ceteg, derrota els ínsubres i els cenomans en una batalla vora el riu Mincius, on va ser capturat el cartaginès Hamílcar, que després va participar com a captiu en la celebració del triomf del cònsol.[6]
- Rufus venç els ilvats, una tribu lígur i després és enviat a fer la guerra als bois, però no aconsegueix els honors del triomf i el celebra de manera privada al Mont Albà.[7]

### Hispània
- Creació de la Hispania Citerior.[8] La Hispània Citerior i després Hispania Citerior Tarraconensis és una de les dues províncies en què es divideix Hispània després de la conquesta romana. La governen procònsols elegits extra ordinem.[9]
- Revolta ibera de 197 aC[10] La transformació del territori en província provoca canvis administratius i fiscals,[11] i la imposició del stipendium no l'accepten les tribus locals. Esclata una gran revolta a tota l'àrea conquerida a Hispania per l'espoli a que els sotmeten. En marxar Escipió l'Africà després de les seves campanyes hispàniques, els caps ibèrics que l'havien recolzat, i que mantenen una certa estructura política i capacitat de reacció, consideren el fet una injustícia.[12]

## Necrològiques
- Àtal I de Pèrgam. Assisteix a una assemblea a Tebes per separar als beocis de l'aliança amb Macedònia. Pateix una apoplexia i el porten a Pèrgam on mor amb 72 anys, després de 44 de regnat.[13]
- A la revolta dels ibers mor el pretor Gai Semproni Tudità que tenia la Hispània Citerior com a província. En un enfrontament, pateix fortes pèrdues i queda ferit. Mor d'aquesta ferida poc temps després.[14]